# Uppå tröskeln till sitt hus
Uppå tröskeln till sitt hus är en psalm, är från början en fransk liturgisk hymn för "le Dernier Adieu", översatt till svenska 1980 av Britt G. Hallqvist. Musiken är en fransk folkmelodi.

## Publicerad i
- 1986 års psalmbok som nr 630 under rubriken "Livets gåva och gräns".